# 運転士支援システム
運転士支援システム（うんてんししえんシステム）とは鉄道において、グローバル・ポジショニング・システム (GPS) を活用してブレーキ等の操作が必要な場所で、運転士に対して注意喚起を行う装置である。

## 概要

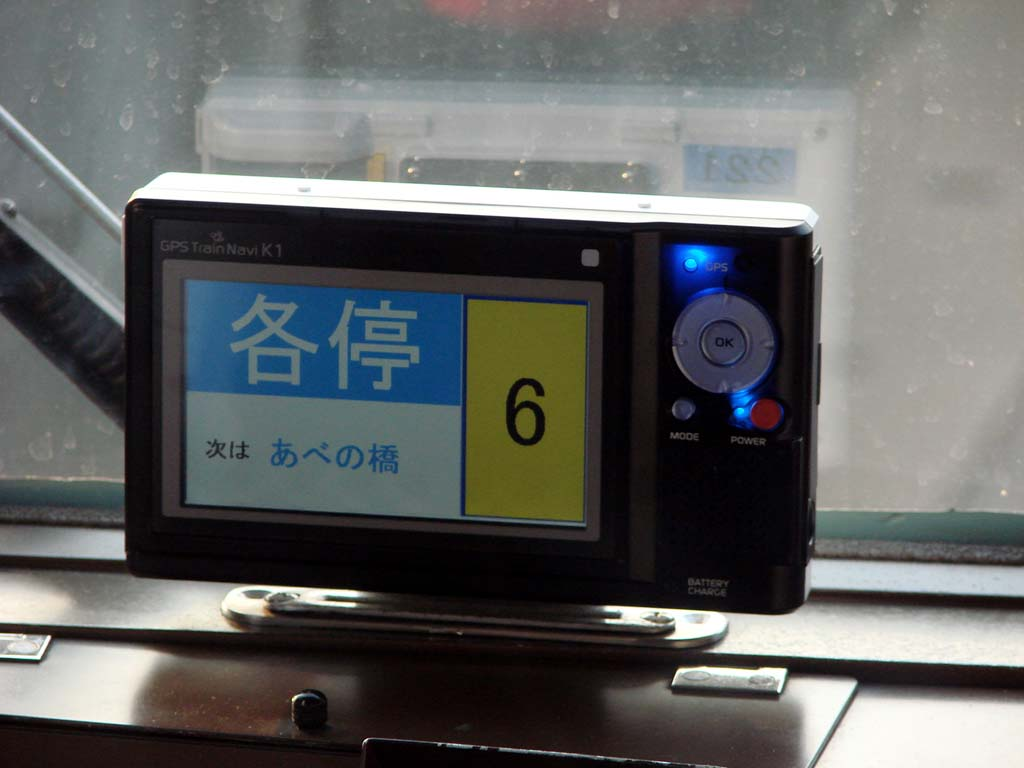
運転士支援システム（近鉄、機器更新前）

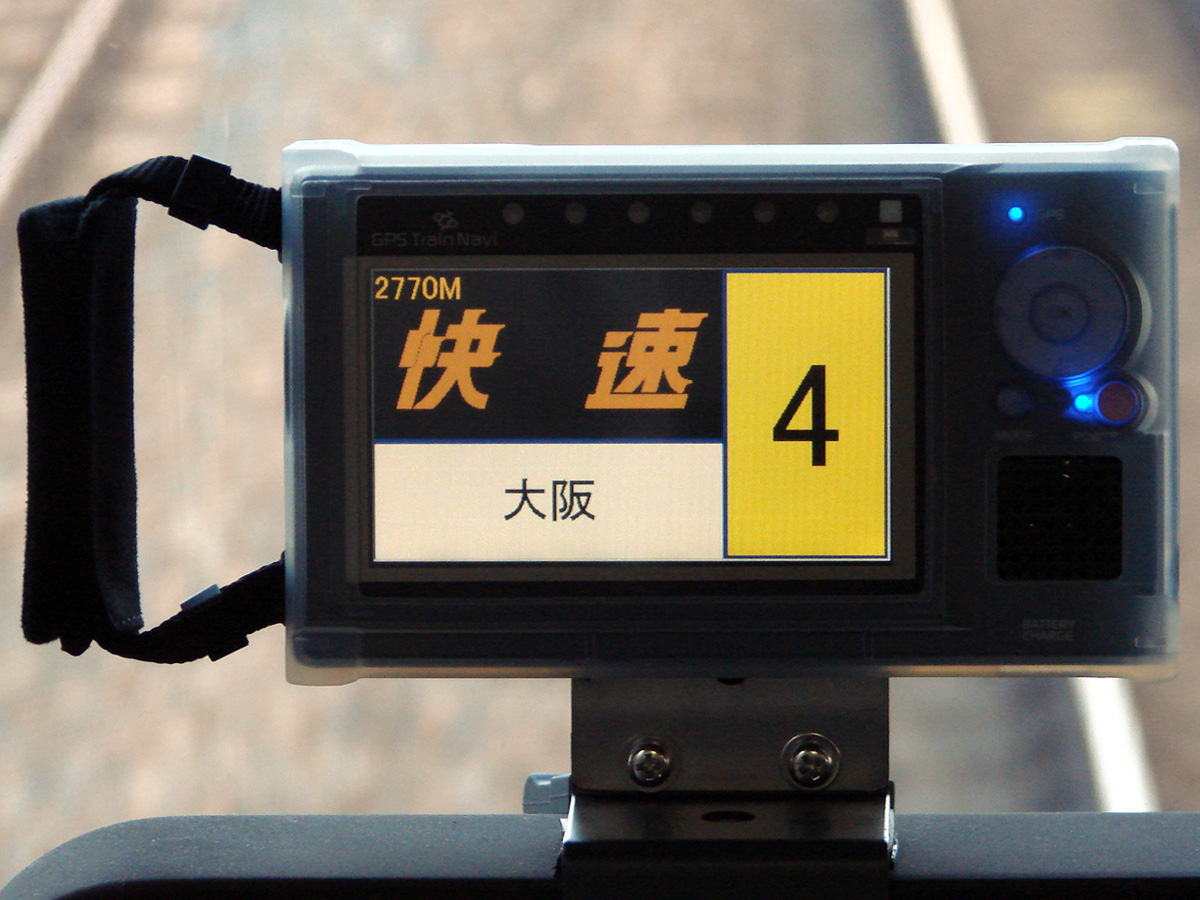
運転士支援システム（JR西日本）

このシステムは GPS 技術を利用して列車の走行位置を特定し、その位置情報をもとに端末装置の画面表示・音声および発光ダイオード (LED) の発光により運転士に対して注意喚起を行うもの。予め注意喚起の地点を登録した車載端末装置を運転士が携帯し、担当する列車の運転台に装着することにより必要な注意喚起を行う。
オーバーランや速度超過など運転士の運転操縦ミスを防ぐために、近畿日本鉄道（近鉄）が同社の子会社である近鉄車両エンジニアリングと共同で約3億円を投資して開発を進め、2008年3月17日から使用を開始した。通称 GPS Train Navi 。
このシステムは特許取得済みで、同業他社に対しては近鉄車両エンジニアリングが販売・導入支援をしており、西日本旅客鉄道（JR西日本）では同年10月18日から奈良線の一部の列車と、特急「雷鳥」「サンダーバード」の一部の列車で試験的に導入していたが、停車駅・編成両数の錯誤防止に有効であることから、2009年度に福知山線および奈良線への整備を行い、2010年3月に奈良線と福知山線に本格的に導入した。2010年度以降は導入線区の拡大を検討するとしている。
なお、JR西日本では双方向通信機能付 GPS Train Navi を利用して運転通告伝送システムを開発し、「運転通告券システム」が試験導入されている。同社では運転士支援システム一体型のタブレット端末を開発している。
その後、近鉄では機器の老朽化や保守部品の確保の問題から、2016年度から2017年度にかけて車載用端末をタブレット型に更新を実施した。新たにリアルタイムでの配信機能を備える他、セクションでの停車防止を図る警報機能、故障・事故発生時に端末のカメラで撮影し運転指令や車両区へ送信する機能、津波発生時の避難地図機能なども備えている。
また日本貨物鉄道（JR貨物）ではこれとは違う運転士支援システムを、近鉄が運用を開始した1日前の2008年3月16日より運用を開始している（当時は一部線区のみで使用）。JR貨物では「運転支援システム」と称している。このため日本で初めて同システムを採用したのは厳密にはJR貨物である。また同社のシステム名は「 PRANETS (Positioning system for RAil NETwork and Safety operating) 」（プラネッツ）である。
JR貨物では2009年度より運転支援システムの使用線区を全線に拡大した。

## システム構成
以下のものは近鉄・JR西日本での例を記述する。

### 列車運行情報登録システム
運転士の仕業・行路や線路情報のデータを作成し、車載端末に挿入するSDカードにそのデータを書き込みするためのシステム。

### 車載端末装置
運転台に取り付ける本体の装置で、端末装置は常時運転士が携帯する。仕業行路の情報が登録されたSDカードを装置に挿入し、その仕業行路を読み込む。電源は装置を運転台の取り付けてある金具にセットすることにより自動的に立ち上がるようになっている。
端末装置は、4.3インチの TFT 液晶画面と、注意喚起用 LED が6個備えられている。オペレーティングシステムは、Microsoft Windows CE 6.0日本語版が使用されている。

### 軌道情報保補完システム
GPS データ発信装置と地点発信装置に別けられる。
GPSデータ発信装置
アシストシステムGPS測位方式により位置情報を取得している。
地点発信装置
地下駅やトンネル、山間部などでGPSによる位置情報が捕捉できない箇所については、沿線に位置情報の発信する地点発信装置を設置することにより位置情報を取得して正しく動作するようになっている。

## 機能
| 時機           | 内容                                                            | 画面表示                 | 音声                          |
| -------------- | --------------------------------------------------------------- | ------------------------ | ----------------------------- |
| 駅発車後       | 次の停車駅を画面表示と 音声により注意喚起する                   | 種別、次は（駅名）、両数 | 次は（駅名） 停車             |
| 停止制動開始時 | 停止ブレーキを開始すべき地点で 画面表示と音声により注意喚起する | 停車［点滅］、両数       | 停車! 停車! 停車!             |
| 駅ホーム端     | ホーム始端で両数を音声と 画面表示により注意喚起する             | （両数）両               | （両数）両停車 （両数）両停車 |
| ホーム中程     | 所定停止位置に合致させるように 音声により注意喚起する           | （両数）両               | （両数）両、（両数）両        |

以下のものは近鉄・JR西日本での例を記述する。

### 速度監視機能
常時監視
制限速度や駅間最高速度を超過すると、監視速度以下になるまで画面が点滅し、「速度確認」の音声により注意喚起する。
停車限界速度監視
停車駅の手前で、停車できるかどうかを監視する。ホーム中程まで画面が点滅し、「停車」の音声により注意喚起する。

### その他の注意喚起機能
- 長期におよぶ徐行運転する区間や工事区間など指定された箇所

- 運転士が音声合成装置(車内放送)を起動させる箇所や、デットセクション通過時(取扱い忘れ防止) 等画面表示を行い注意喚起する。

## 採用形式と導入路線

### 近鉄系
近鉄と近鉄車両エンジニアリングが開発した運転士支援システムを採用している事業者
- 近鉄
  - 一部をのぞく全列車
- JR西日本
  - 奈良線・JR神戸線・JR京都線・琵琶湖線・片町線・JR東西線・福知山線・北陸本線・七尾線・山陽本線・赤穂線・瀬戸大橋線・宇野線・伯備線・呉線・可部線・山陰本線・播但線・加古川線・城端線・氷見線など[10]
- 西日本鉄道

2011年度中に、東武鉄道および土佐くろしお鉄道でも導入された。

### JR貨物系
JR貨物が開発した運転支援システムを採用している事業者
- JR貨物
  - 貨物列車運行区間全線
    - このため北陸本線では、近鉄系とJR貨物系の運転支援システムが併用されている。